# Castillo de San Francisco (Las Palmas de Gran Canaria)
El castillo de San Francisco (también denominado Castillo del Rey o del Paso Angosto) situado en la ciudad de Las Palmas de Gran Canaria (Gran Canaria, Canarias, España), es una fortaleza defensiva del s. XVII ubicada en la montaña homónima, en el municipio de Las Palmas de Gran Canaria. Su construcción se inició en 1601 y, aunque se puede dar por terminada en 1625, posteriormente es reformada en distintos periodos. Se trata de una construcción defensiva de planta irregular para adaptarse a la orografía del terreno. Ocupaba una extensión de 5750 metros cuadrados, lo que la convertiría en la mayor plataforma defensiva en la isla, según el Registro de Bienes de Interés Cultural de Canarias. El Castillo de Francisco, integrado en el sistema defensivo de la ciudad, estaba conectado con el Castillo de Mata por la muralla norte, y con la plataforma Punta de Diamante hacia el sur a través de otro muro defensivo.

## Emplazamiento
Está situado en la cumbre del Risco de San Francisco, a la espalda del barrio de Triana. Desde esta altura se domina toda la ciudad y, bien por su cumbre o por su falda, era el paso obligado para entrar en la ciudad o internarse en la isla. De hecho, el nombre de Castillo del Paso Angosto procede de la estrecha vía hacia el interior de la isla,  de entre 21 y 15 metros de ancho, en que acaba la meseta en la que se sitúa la construcción. Su situación estratégica se comprobó durante el ataque de la armada holandesa comandada por Pieter van der Does en 1599. Con solo tres cañones, provocó la pérdida de 300 soldados holandeses en los tres días que defendió la ciudad.

## Historia
Dada la posición estratégica de la montaña de San Francisco, en los sucesivos planes de fortificación de la ciudad los ingenieros españoles e italianos siempre  contaban con la construcción de algún tipo de fortificación en ella.
La primera vez que se hace mención a un castillo en la montaña de San Francisco se debe a Agustín Asmodeo, ingeniero real, que posiblemente entre los años 1568-71 fue enviado a las islas Canarias para estudiar las necesidades de fortificación frente a los ataques piratas, especialmente de la ciudad de Las Palmas.  Asmodeo propone al rey un sistema defensivo conformado principalmente por una construcción de defensa y refugio en la montaña de San Francisco, junto a dos castillos o torres en la costa en los límites de la ciudad.
Posteriormente, el ingeniero de fortificación Juan Alonso Rubián (1520-Palma de Mallorca, 1597) había diseñado para el enclave de la montaña una fortaleza triangular.  De acuerdo a Rumeu de Armas, en 1575 el ingeniero Francés de Álava propone la construcción de una fortificación provisional -en tanto se construyera el castillo principal- en la zona denominada el Paso Angosto.
Unos años más tarde, en 1587, el rey Felipe II vuelve a referirse al Castillo de San Francisco al encargar al ingeniero Leonardo Torriani (Cremona, 1560 - Coímbra, 1628): "yreis a ver y conoscer la dicha montaña de San Francisco y el sitio que en ella está designada la dicha fortaleza, y que forma de traza y capacidad tiene, (...)  si defiende la ciudad y puerto y algunos desembarcaderos, (...) y si os parece se deve alterar en algo para mejorarla, así en la fábrica y traza como en el sitio (...)".
El diseño de defensa de Torriani mantiene la construcción del Castillo de San Francisco, pero en un extremo de San Nicolás, como una obra defensiva complementaria, y no con capacidad para actuar de refugio.
En 1595, tras el ataque de Francis Drake y John Hawkings, se hizo evidente la necesidad de fortificación. Ese  mismo año el Cabildo de Gran Canaria, respaldado por el gobernador Alonso de Alvarado,  pide al Rey que se construya la fortificación de San Francisco.
Unos años después, en mayo de 1599, el gobernador de Holanda, en lucha por la independencia de los Países Bajos, encarga el ataque de territorios españoles al marino Pieter van der Does (Leiden,1562-Santo Tomé,1599), abarcando puertos, ciudades e islas. Ante las advertencias de riesgo de ataque, según refiere Pinto y de la Rosa, en Gran Canaria se convocan Juntas de defensa, decidiéndose la revisión del estado de los castillos de La Luz, de Santa Ana y de San Cristóbal -también conocido como de San Pedro-, así como del cubelo de San Francisco, y de las murallas y trincheras de Santa Catalina y del istmo.
El 25 de junio de 1599, tras ser repelido en cuatro ocasiones, el marino holandés logra desembarcar por una zona inesperada para los isleños. Pese al nuevo intento de rechazo, en esta ocasión las tropas del marino holandés logran entrar y saquear la ciudad, dirigiéndose incluso hacia el interior de la isla, donde finalmente fueron repelidos en la Batalla del Batán. Durante el enfrentamiento,  el gobernador Pamochamoso había instalado en el emplazamiento que después ocuparía el Castillo de San Francisco tres cañones que, dada su estratégica situación, provocaron bastantes pérdidas a los invasores.
En respuesta a este ataque pirata, en octubre de 1600 el Rey Felipe III emite una Real Cédula por la que se adjudicaban algo más de cinco millones de maravedíes para la fortificación de Las Palmas. En concreto, la cédula establecía las prioridades de actuación; tras la reparación del  Castillo de Santa Ana y del atrincheramiento de la playa, se prevé la construcción del Castillo de San Francisco. Esta obra se encargó al ingeniero Próspero Casola.
Así, de acuerdo a la cronología de Pinto de la Rosa, en 1601 se inició la cimentación del Castillo de San Francisco; en 1607 se construyó en un extremo de la explanada la Batería de la Plataforma o Punta de Diamante; en 1612 fue demolido el cubelo y construido en su lugar el Castillo de Mata y en 1621 en torno al Castillo se excava un foso, para lo que fue necesario contar con un puente levadizo.
Ya en 1686 el Castillo de San Francisco estaría funcionando con normalidad, teniendo en cuenta la descripción que del mismo hace Pedro Agustín del Castillo en la Descripción de las Isla Canarias (1686), y que según Pinto de la Rosa "tiene nueve piezas de artillería de bronce y hierro; siempre hay un soldado de guardia y tiene Alcaide".  El Castillo de Mata, también llamado Casa-Mata, estaría bajo la jurisdicción del Alcaide del Castillo de San Francisco.
Hacia mediados del siglo XVIII, el Castillo de San Francisco o del Rey seguiría desempeñando su función defensiva, además de almacenar cañones, municiones y demás utillaje bélico, así como materiales en desuso procedentes de otras fortificaciones. En el informe Descripción topográfica y militar de Gran Canaria (1785) , su autor, el subteniente de ingenieros Miguel Hermosilla,  describe prolíficamente el estado de las construcciones defensivas y la distribución, munición y tropa en las mismas, entre otras. En relación con el Castillo de San Francisco indica: "Tiene la ciudad el Castillo del Rey en el Monte o Risco de San Francisco con dos plataformas que dominan a la misma y guardan su espalda por el Oeste".
En cambio, a mediados del s. XIX el Castillo del Rey había dejado de ser útil como fortificación, siendo empleado únicamente como lugar de almacenaje, de modo que ni el Alcaide o Gobernador residía ya en el mismo, según refiere Pinto de la Rosa en base al informe de 1843 de la Comandancia de Ingenieros de Canarias.
Por Real Orden de 1 de abril de 1898 se ordena la demolición del Castillo de San Francisco, lo que no tuvo lugar, siendo destinado en cambio desde ese mismo año  como prisión militar, prolongándose este uso hasta avanzado el siglo XX.
Por Decreto de 22 de abril de 1949 (Boletín Oficial del Estado n.º 125 de 5 de mayo de 1949), sobre protección de todos los castillos españoles, es declarado bien de interés cultural desde 1993.
En la actualidad, el Castillo de San Francisco figura en el Registro de Bienes de Interés Cultural del Gobierno de Canarias.
Desde el año 1997 el Castillo de San Francisco integra el patrimonio municipal de Las Palmas de Gran Canaria.
Aunque se encuentra en estado de abandono, su grado de conservación es bueno.
Sobre la puerta principal de acceso al Castillo de San Francisco se encuentra el Escudo de Armas de Felipe IV. Había sido su padre, Felipe III, el que había mandado a construir el Castillo. Se trata de una inscripción en piedra. El blasón está dividido en cuatro secciones y representa un castillo y un león por pares, alternando la disposición. El escudo se presenta rodeado por el Toisón y está rematado en el timbre por  la corona real abierta -no la imperial-. En la base se representa un animal junto al lema:

PHI . IIII REGIS HIP
IVSV EDIEFICATVM

(construido por orden de Felipe IV, Rey de las Españas).

## Fortificaciones de la ciudad
- Castillo de la Luz
- Castillo de Mata
- Castillo de San Cristóbal
- Castillo de San Francisco
- Muralla urbana de Las Palmas de Gran Canaria
- Fortaleza de Santa Catalina
- Torre de Santa Ana

## Galería de imágenes

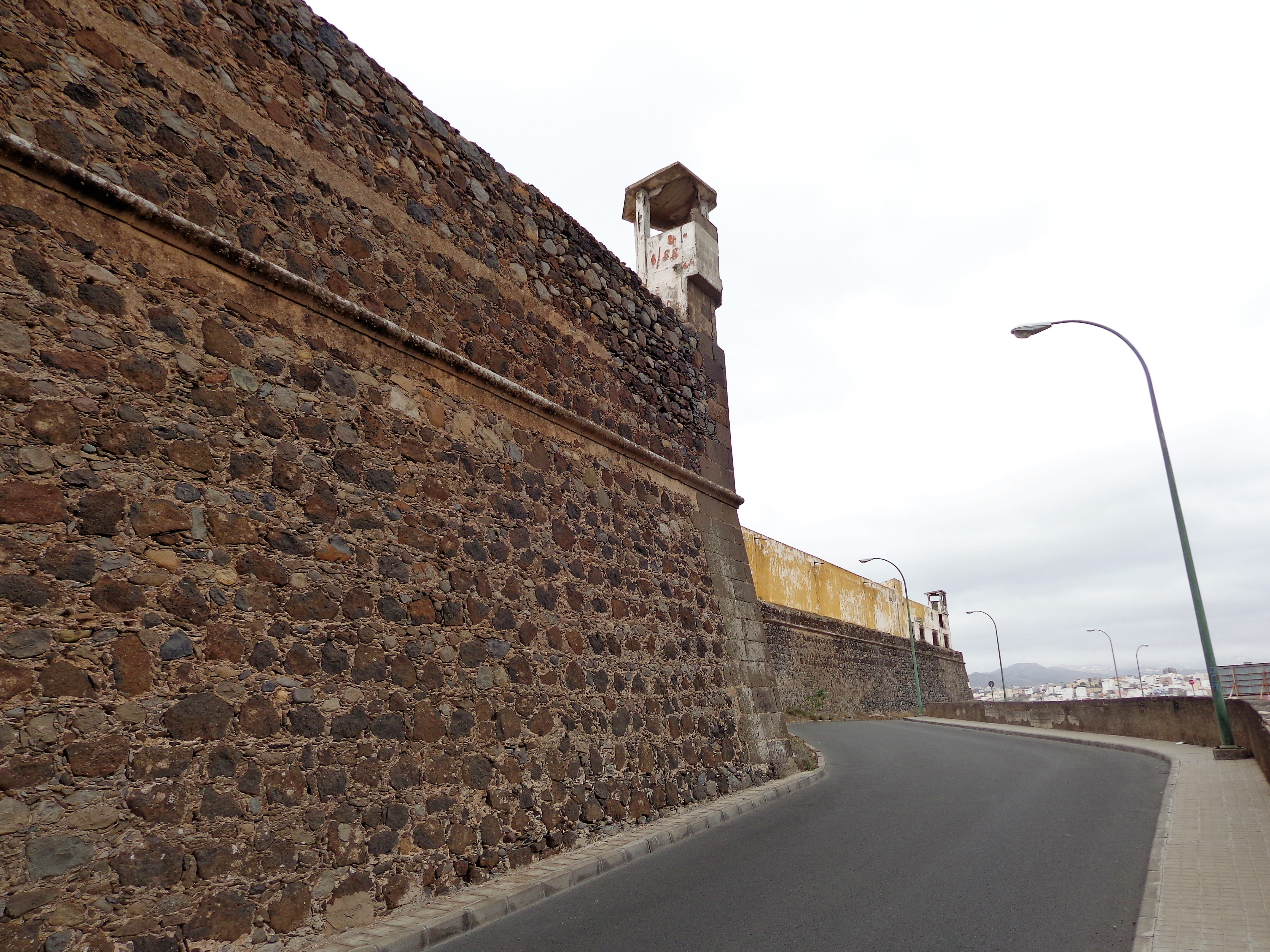
Lateral Oeste
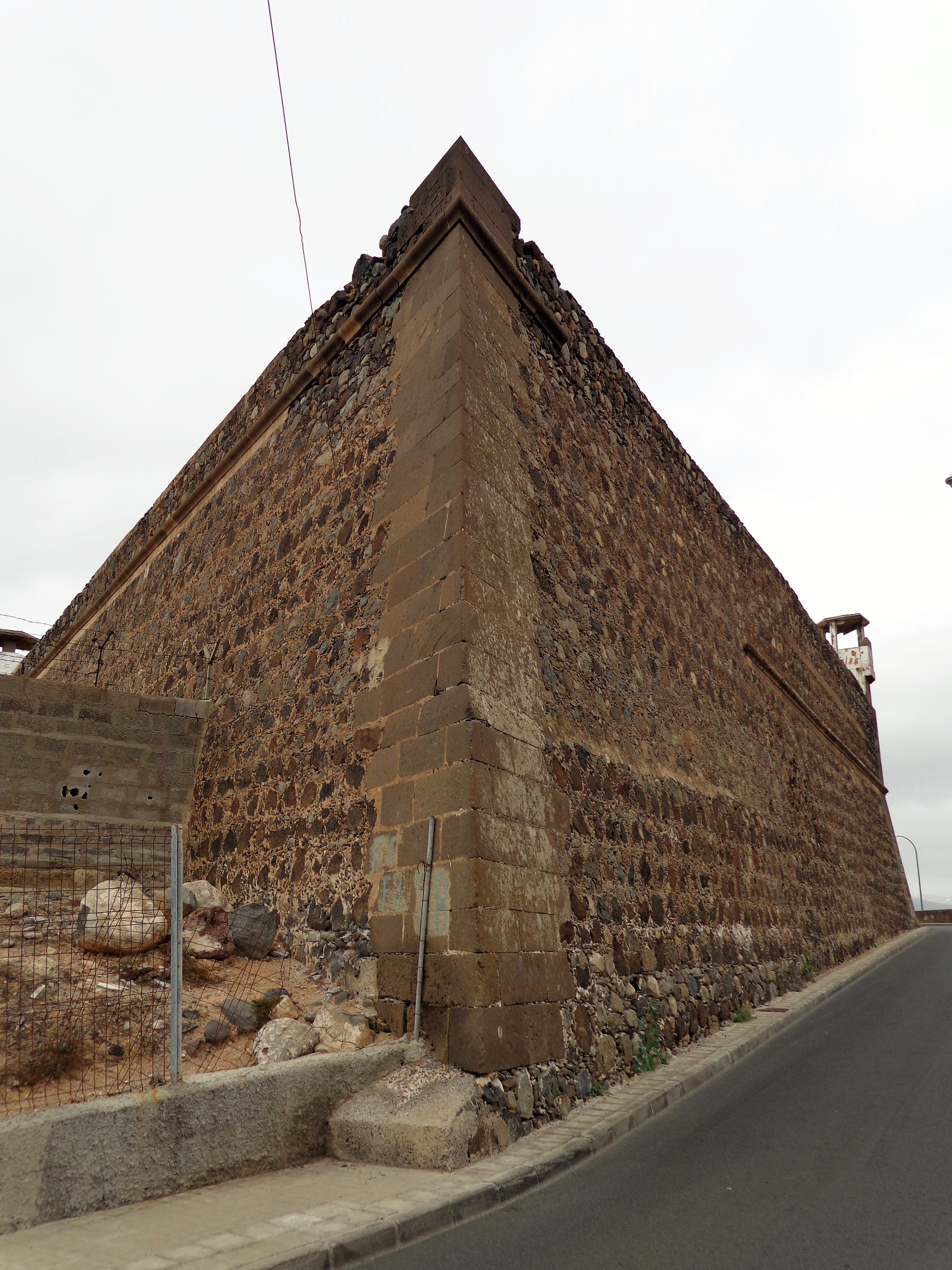
Punta del diamante.
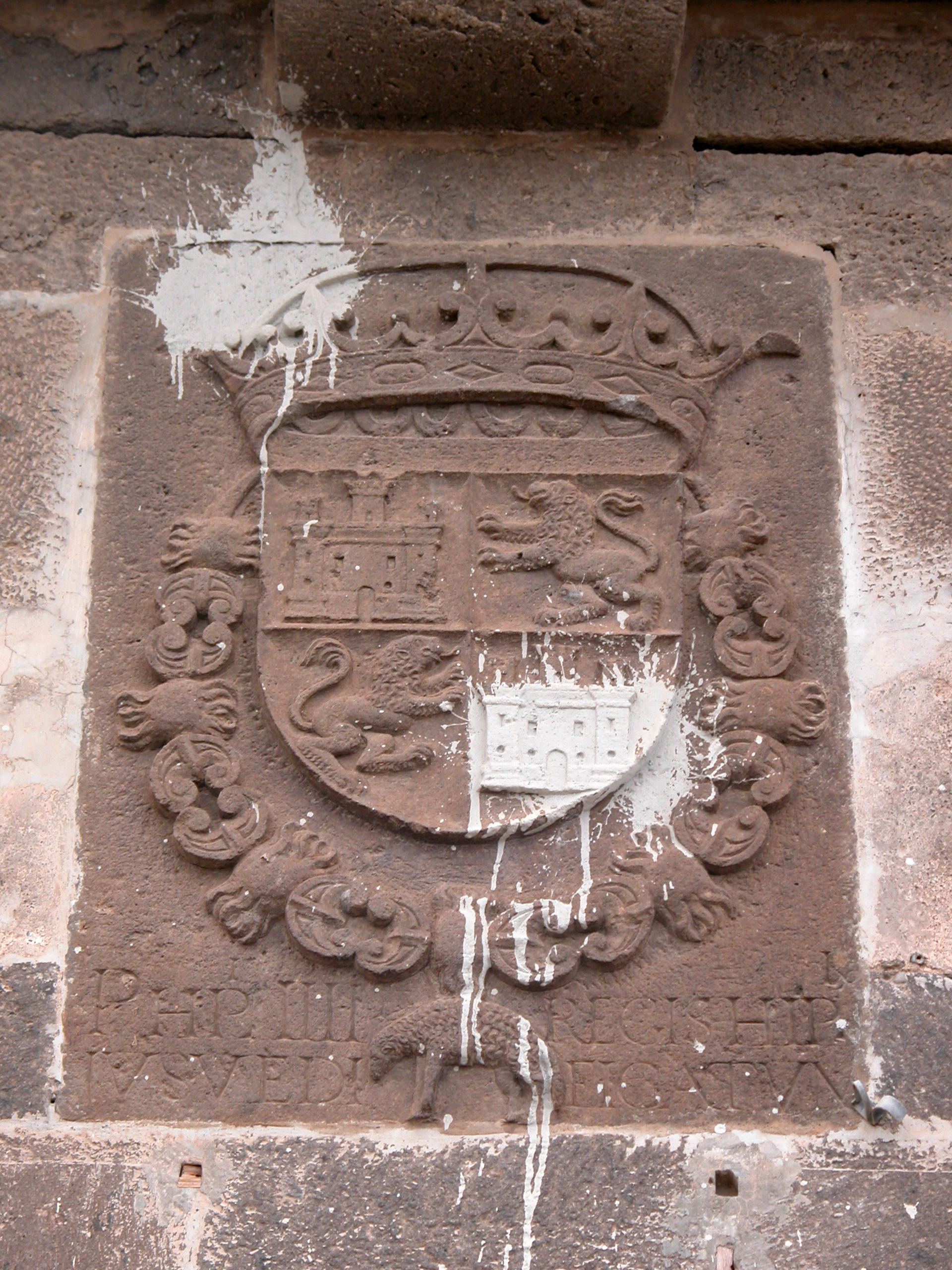
Escudo de armas del rey Felipe IV de España.
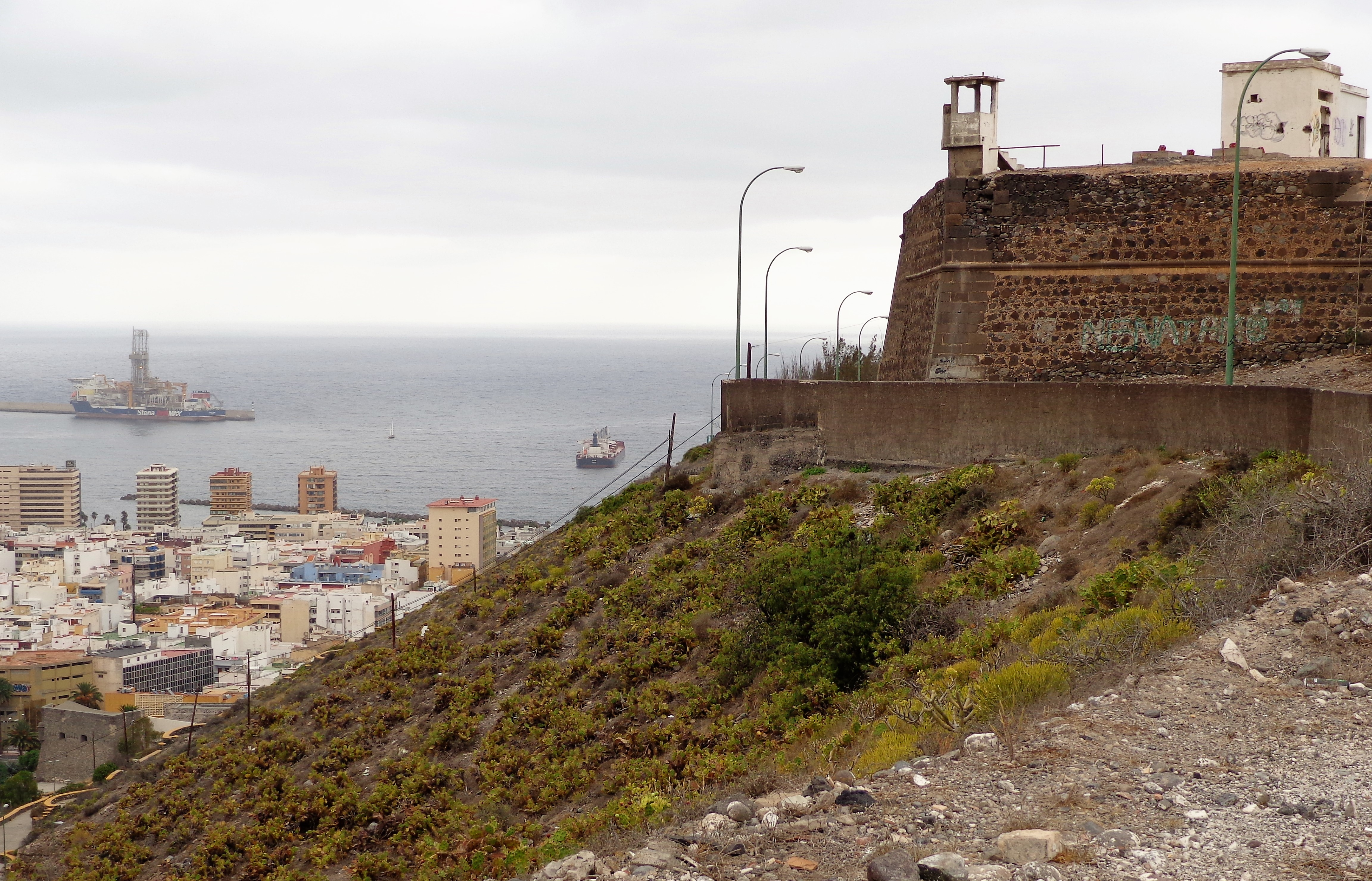
Vista general con el Castillo de Mata en la esquina inferior izquierda.
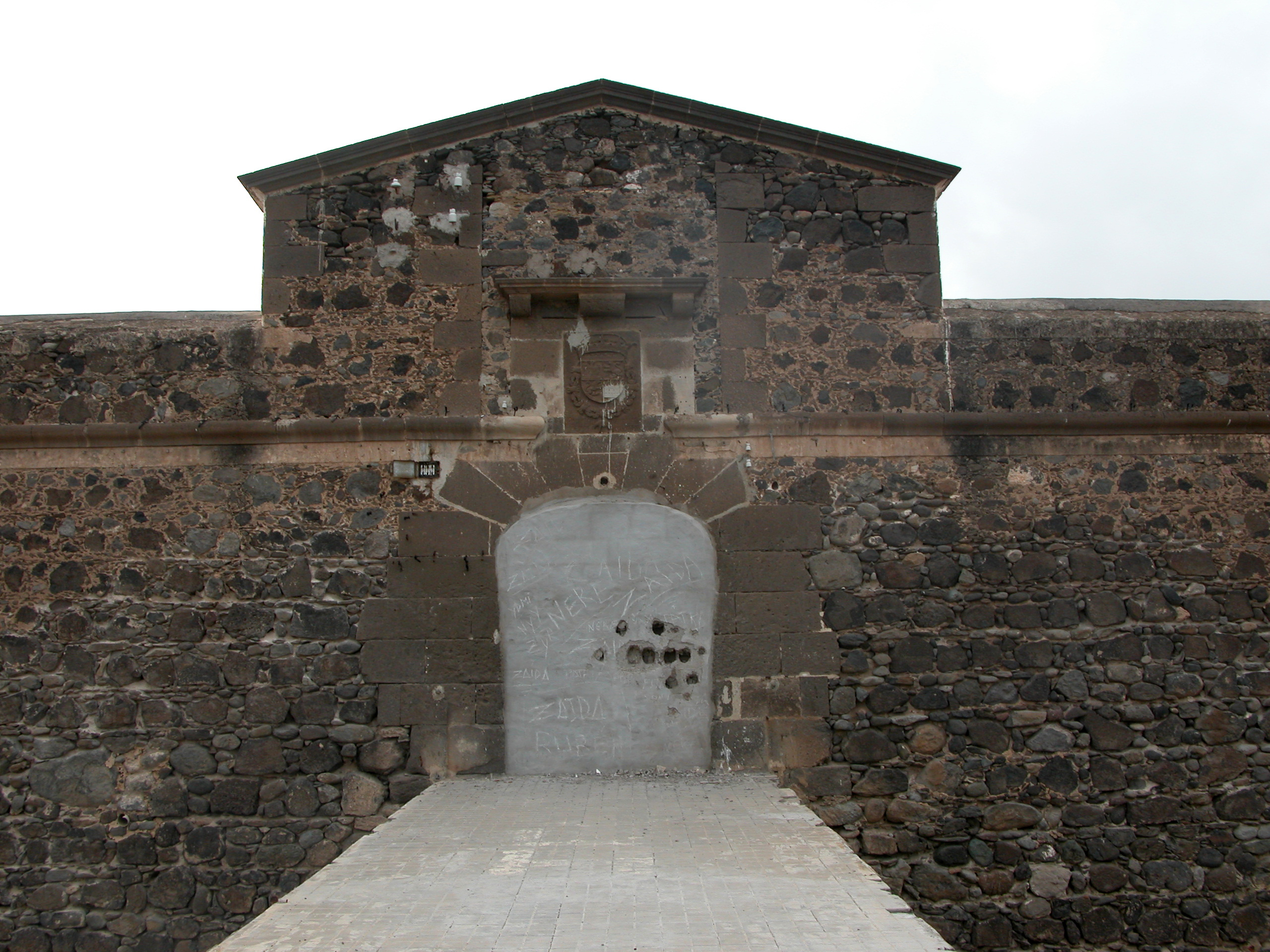
Entrada.
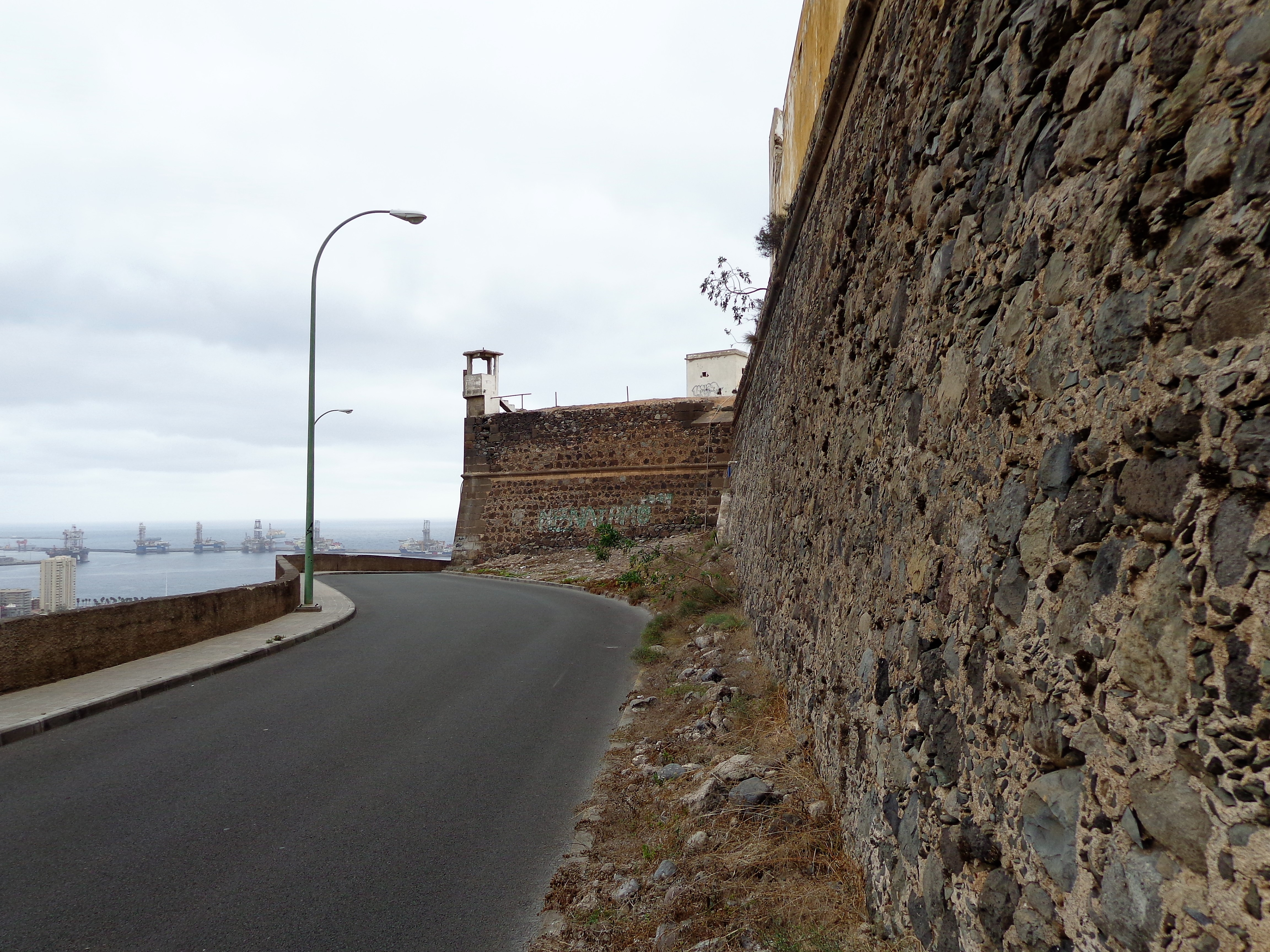
Lateral Norte.
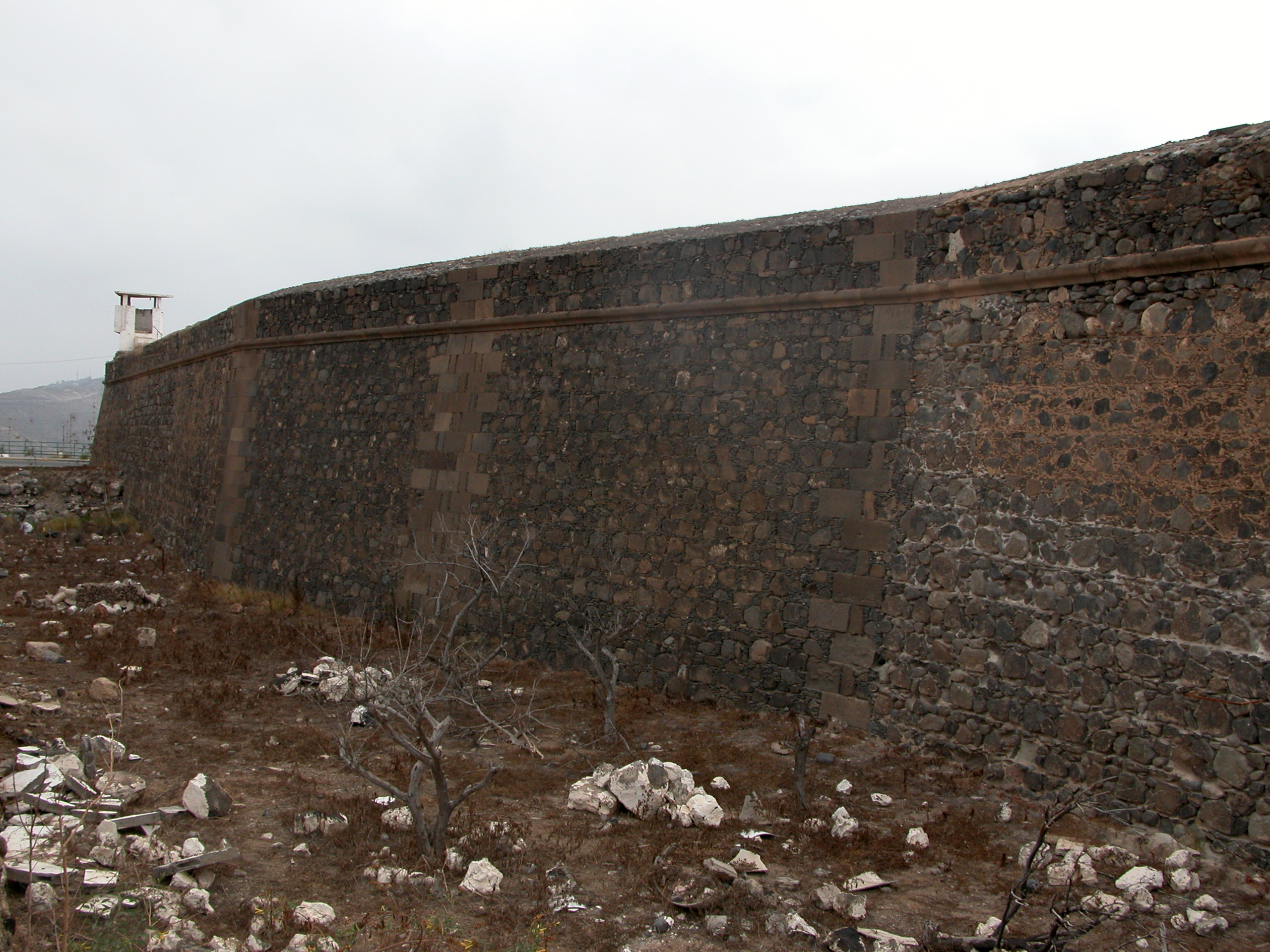
Muralla exterior.